# Journal of the Short Story in English
The Journal of the Short Story in English est une revue scientifique entièrement consacrée à la nouvelle et aux formes brèves. 
Sous une direction franco-américaine (Belmont University, Nashville et Centre de Recherches Inter-Langues de l’Université d’Angers), la revue réunit une équipe éditoriale de spécialistes internationaux qui sélectionnent des articles selon le principe du double-blind review et dans l’objectif de diffuser un spectre d’approches d’analyse littéraire aussi large que possible. Les numéros sont de trois sortes : généraux, thématiques ou consacrés à un auteur individuel.
The Journal of the Short Story in English est une revue dont les articles de plus de deux ans sont disponibles en accès libre sur le portail OpenEdition Journals.